# Benny Moré-szobor
Benny Moré kubai énekes, dzsesszzenész szobra Cienfuegosban áll.

## Leírása
Benny Moré, teljes nevén Bartolomé Maximiliano Moré 1919. augusztus 24-én született Cienfuegosban. Önképzés útján vált énekessé, zeneszerzővé, majd lett zenekarvezető; korának talán legnagyobb sztárja volt Kubában. Egész alakos bronzszobrát José Villa Soberón – a havannai John Lennon-szobor alkotója – készítette, és 2004. november 27-én leplezték le a Paso del Pradón, közel az Avenida 54 kereszteződéséhez. A talapzat nélküli szobor ikonikus nádpálcájával a hóna alatt, egyik kezével a zsebében, kalapban, sétálás közben ábrázolja a zenészt.